# Eurema lacteola
Eurema lacteola is een vlindersoort uit de familie van de Pieridae (witjes), onderfamilie Coliadinae.
Eurema lacteola werd in 1886 beschreven door Distant.